# Frankowie rypuarscy
Frankowie rypuarscy, Frankowie nadreńscy (łac. Ripuarii, Ribuarii) – drugi, obok Franków salickich, odłam Franków, zamieszkujących w czasach antycznych dzisiejsze tereny Nadrenii Północnej-Westfalii (środkowy bieg Renu i nad Menem). 
W 451 rok wzięli udział w bitwie na Polach Katalaunijskich po stronie wodza Hunów, Attyli, podczas gdy Frankowie saliccy walczyli po stronie Rzymu.

## Władcy Franków Rypuarskich
- Chlodwig, książę przed 448
- Childebert, książę 448–461, król 461–483
- Sigebert, król 483–507
- Chloderyk, król 507, zdetronizowany przez Chlodwiga I